# Desastres em 1972
Nesta página encontrará referências aos desastres ocorridos durante o ano de 1972.

## Fevereiro
- 24 de Fevereiro - Incêndio no Edifício Andraus, em São Paulo, causando 16 mortes e 330 feridos.

## Outubro
- 13 de outubro - Um avião vindo de  Montevideu e com destino a Santiago do Chile, despenhou-se na Cordilheira dos Andes. Esse acidente ficou conhecido pelo nome de Tragédia dos Andes.[1]